# Andrea Pollack
Andrea Pollack (Schwerin, 8 de maio de 1961 - 13 de março de 2019) foi uma nadadora alemã, ganhadora de seis medalhas em Jogos Olímpicos, três de ouro.
Foi recordista mundial dos 100 metros borboleta entre 1978 e 1980, e dos 200 metros borboleta entre 1978 e 1979.
Morreu a 13 de março de 2019 vitima de cancro.

## Doping
Em 1998, vários ex-nadadores da Alemanha Oriental foram a público, com acusações contra os seus treinadores e médicos, por terem sido sistematicamente dopados por eles. Andrea Pollack foi um deles.